# تورتس (ساتو ماره)
تورتس (به لاتین: Turț) یک روستا در رومانی است که در شهرستان ساتو ماره واقع شده‌است.

## خصوصیات
تورتس ۶٬۸۴۷ نفر جمعیت دارد.